# Kuorejärvi
Kuorejärvi este o arie protejată (arie de protecție specială avifaunistică — SPA) din Finlanda întinsă pe o suprafață de 139 ha, integral pe uscat.

## Localizare
Centrul sitului Kuorejärvi este situat la coordonatele 64°57′19″N 27°42′27″E / 64.9553°N 27.7075°E.

## Înființare
Situl Kuorejärvi a fost declarat arie de protecție specială avifaunistică în august 1998 pentru a proteja 12 specii de animale.

## Biodiversitate
Situată în ecoregiunea boreală, aria protejată nu include niciun habitat protejat.
La baza desemnării sitului se află mai multe specii protejate de  păsări (12): rață sulițar (Anas acuta), gâscă de semănătură (Anser fabalis), rața moțată (Aythya fuligula), prundaș de nămol (Calidris falcinellus), lebădă de iarnă (Cygnus cygnus), șoimul rândunelelor (Falco subbuteo), cocor (Grus grus), Hydrocoloeus minutus, pescăruș râzător (Larus ridibundus), becațină mică (Lymnocryptes minimus), codobatura galbenă (Motacilla flava), fluierar de mlaștină (Tringa glareola).
Pe lângă speciile protejate, pe teritoriul sitului au mai fost identificate 11 specii de păsări.